# Facial

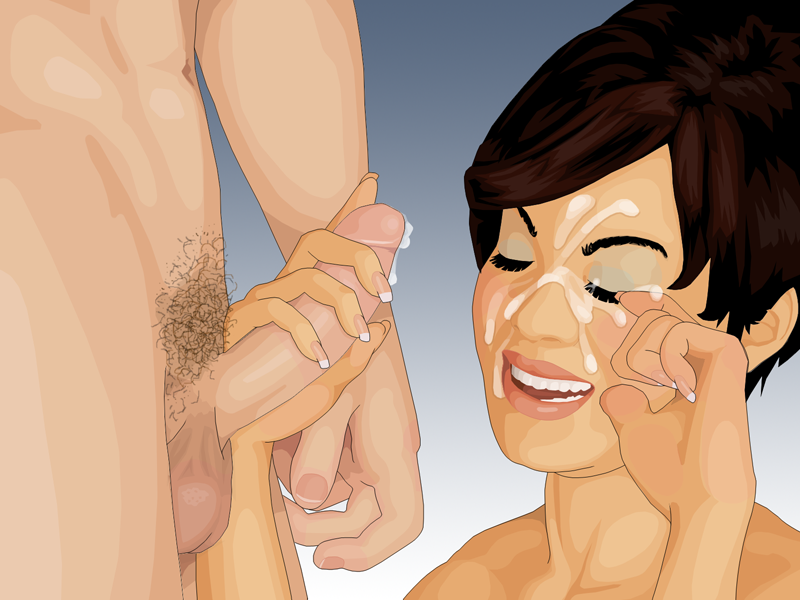
Muž ejakulující na tvář ženy

Facial (z angličtiny: face, obličej), též facial cumshot nebo cum facial, je slangový výraz, který označuje vyvrcholení soulože či sexuální aktivity, během níž muž ejakuluje sperma na tvář jedné nebo více osob (partnerek či partnerů). Praktika, při níž více mužů ejakuluje na tělo ženy (nebo muže) se označuje jako bukkake.
Facial je formou nepenetrativního sexu, obecně se však provádí po některé z forem sexuální stimulace, například po pohlavním styku, análním sexu, masturbaci nebo orálním sexu. Facial je běžně zobrazován v západní a japonské pornografii, často se snímáním záběru blízko scény.

## Obecné informace
Vlastnímu provádění techniky facial typicky předchází aktivita, které vede k sexuálnímu vzrušení a stimulaci ejakulujícího účastníka. Poté, co proběhne nezbytná fáze sexuální stimulace a bezprostředně se přiblíží ejakulace, muž namíří svůj penis tak, aby sperma vystřikovalo na obličej partnerky či partnera.
Objem ejakulátu závisí na řadě faktorů, například zdravotním stavu muže, jeho věku, stupni sexuálního vzrušení a doby uplynulé od předchozí ejakulace. Obvyklé množství se pohybuje od 1,5 do 5 ml (1 čajová lžička). V sekundách těsně po ejakulaci sperma zhoustne, během dalších 15–30 minut se naopak ztekutí.

## Rozmach v pornografii
Facial cumshot je běžně zobrazován v pornografických filmech, časopisech a na pornografických webových stránkách. Kromě přidání k běžné pornografické produkci vedla popularita této techniky ke vzniku samostatného specifického trhu. Hugo Ohira, marketingový ředitel firmy Silvercash, položil řečnickou otázku: „Kdo by nechtěl ejakulovat na krásnou mladou tvář?“
Průmysl „zábavy pro dospělé“ reagoval na poptávku zákazníků po dílech orientovaných na facial produkcí snímků specializovaných na tento akt. Národní vedoucí prodeje firmy Vivid Entertainment Howard Levine v tiskové zprávě k takovému filmu uvedl, že „Je to (její) první film, má vysokou produkční hodnotu a obsahuje mnoho facial scén.“
Na Internetu existuje mnoho webových stránek nabízejících tento druh obsahu ve formě obrázkových galerií a videí ke stažení i ke streamingu. Obsah je k dispozici zdarma nebo jako placená služba.

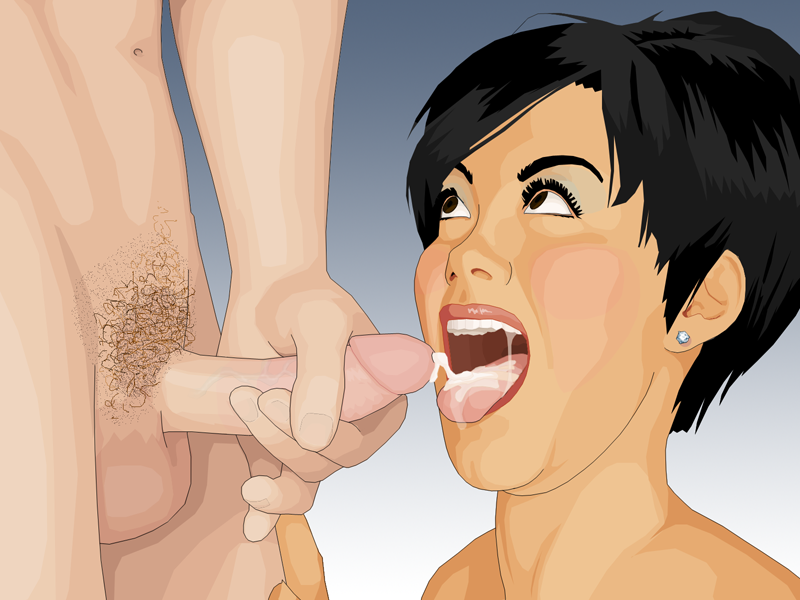
Muž ejakulující do úst partnerky

Před moderní dobou pornografie byla technika facial popisována také v literatuře. Například francouzský šlechtic Markýz de Sade psal o provádění této techniky ve svém díle 120 dnů Sodomy, napsaném v roce 1785. V jedné z pasáží tohoto románu se například píše: „… Ukázal jsem jim své žihadlo, tak co si myslíš, že udělám? Nastříkám jim to do obličeje… To je moje potěšení, mé dítě, jiné nemám… a ty se budeš dívat.“
Analýza obsahu nejprodávanějších heterosexuálních pornografických videí ukázala, že v 96 % scén herec ejakuluje na tělo své partnerky. Nejčastější oblastí ejakulace jsou ústa. Zahrnou-li se všechny části obličeje, facial cumshot je zhruba v 62 % scén, kde se vyskytuje vnější ejakulace.
V interview z roku 2001 s Martinem Amisem pornoherečka Temptress prozradila trik, který se používá, pokud herec není schopen ejakulovat. „Vezmete si trochu Piña Colady. Penis je ve vašich ústech a necháte to pomalu vytékat okolo něj.“

## Zdravotní rizika

### Přenos nemocí
Jakákoli sexuální aktivita, která zahrnuje kontakt s tělesnými tekutinami jiné osoby, přináší riziko přenosu sexuálně přenosných nemocí (SPN). Sperma samo o sobě je obecně neškodné na kůži nebo při spolknutí. Může však být médiem pro mnoho sexuálně přenosných nemocí, například HIV nebo hepatitidu. California Occupational Safety and Health Administration kategorizuje sperma jako „jiný potenciálně infekční materiál“ čili OPIM.
Nehledě na jiné sexuální aktivity, které mohou proběhnout před vlastním provedením aktu facial, jsou rizika pro ejakulujícího a přijímajícího partnera drasticky odlišná. Pro ejakulujícího partnera neexistuje téměř žádné riziko nákazy SPN. Pro přijímajícího partnera je riziko vyšší. Protože potenciálně infikované sperma může přijít do kontaktu s narušenou kůží nebo se sliznicí (oči, rty, ústa), je zde riziko přenosu infekční nemoci.
Výzkumné dílo Průmysl filmů pro dospělé: Čas na regulaci? vzniklé ve spolupráci Los Angeles County Department of Health Services a Kalifornské univerzity v Los Angeles říká: „Co hůře, vysoce rizikové praktiky jsou na vzestupu. Mezi tyto praktiky patří sexuální akty zahrnující současnou dvojitou penetraci (dvojitý anální nebo vaginální a anální styk) a opakované ejakulace do obličeje.“
Autoři činí doporučení pro eliminaci rizika techniky facial návrhem, že „ejakulace by měly být simulovány používáním inertních materiálů, například tekutých antacid, společně s filmovými technikami, které by eliminovaly jakákoli zdravotní rizika pro herce“. Oborová publikace AVN Magazine se proti takovým návrhům ohrazuje. Považuje nápad simulovaných ejakulací za směšný: „Jednoduše řečeno, diváci se nedají snadno oklamat – a chtějí své facial scény.“

### Alergické reakce
Ve výjimečných případech se mohou u některých lidí objevit alergické reakce na semenné tekutiny, známé jako přecitlivělost na lidskou seminální plazmu. Příznaky mohou být místní nebo celkové, může mezi ně patřit svědění, zarudnutí, otok nebo puchýře během 30 minut po kontaktu. Může se objevit i kopřivka nebo dýchací potíže.

Slabé případy alergie na sperma lze často překonat opakovanou expozicí semenné tekutině.